# Boldklubben Marienlyst 2016-2017
Questa voce raccoglie le informazioni riguardanti il Boldklubben Marienlyst nelle competizioni ufficiali della stagione 2016-2017.

## Organigramma societario
Area direttiva
- Presidente: Anders Berthelsen

Area tecnica
- Allenatore: Liam Sketcher
- Allenatore in seconda: Kaj Jeppesen
- Scout man: Bardur Mikkelsen

## Rosa
| N° | Nome                | Ruolo | Data di nascita  | Nazionalità sportiva |
| -- | ------------------- | ----- | ---------------- | -------------------- |
| 1  | Nikolai Hjøllund    | P     | 2 novembre 1989  | Danimarca            |
| 2  | Kasper Petersen     | C     | 25 luglio 1998   | Danimarca            |
| 3  | Simon Bitsch        | S     | 22 dicembre 1990 | Danimarca            |
| 4  | Anton Lydolff       | S     | 20 aprile 2000   | Danimarca            |
| 5  | Rasmus Høyer        | L     | 4 aprile 2000    | Danimarca            |
| 6  | Anders Als          | P     | 12 ottobre 1998  | Danimarca            |
| 7  | Sigurd Varming      | S/O   | 19 febbraio 1994 | Danimarca            |
| 8  | Jakob Andersen      | S     | 30 marzo 1990    | Danimarca            |
| 9  | Rasmus Christensen  | C     | 10 agosto 1994   | Danimarca            |
| 10 | Kristoffer Abell    | S     | 10 novembre 1994 | Danimarca            |
| 11 | Daniel Thomsen      | C     | 4 febbraio 1985  | Danimarca            |
| 13 | Jaroslav Bogdanovič | S/O   | 15 marzo 1990    | Lituania             |
| 15 | Peter Schøler       | L     | 27 novembre 1990 | Danimarca            |
| 16 | Jeppe Tryggedsson   | S     | 2 marzo 1990     | Danimarca            |